# Genova Pegli
Genova Pegli (wł: Stazione di Genova Pegli) – przystanek kolejowy w Genui, w regionie Liguria, we Włoszech. Znajdują się tu 2 perony.